# ريتشارد هاريس (لاعب كرة قدم أمريكية)
ريتشارد هاريس (بالإنجليزية: Richard Harris)‏ هو لاعب كرة قدم أمريكية أمريكي، ولد في 21 يناير 1948 في شريفبورت في الولايات المتحدة، وتوفي في 26 يوليو 2011 في وينيبيغ في كندا بسبب نوبة قلبية.

## وصلات خارجية
- ريتشارد هاريس على موقع مرجع كرة القدم المحترفة.كوم (الإنجليزية)